# شركة الونزة
شركة الونزة هي شركة تعدين جزائرية للحديد الخام . تأسست عام 1913 وتم تأميمها عام 1966.تم استخدام الرواسب الغنية للخامات عالية الجودة في موقعين في شمال شرق الجزائر بالقرب من الحدود التونسية. تم إرسال الخام بالسكك الحديدية إلى ميناء بونة ، ثم شحنه إلى مصافي التكرير في المملكة المتحدةودول أوروبا وأمريكا الشمالية.

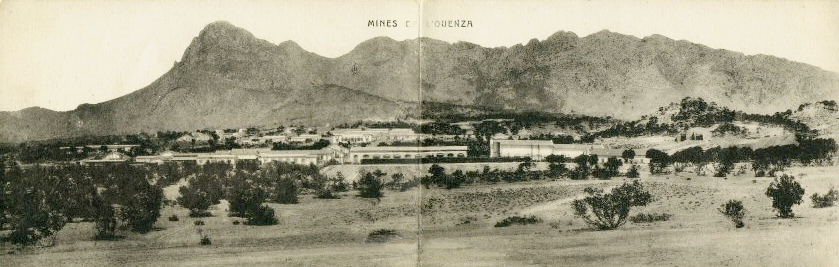
المناجم في الونزة. 1950

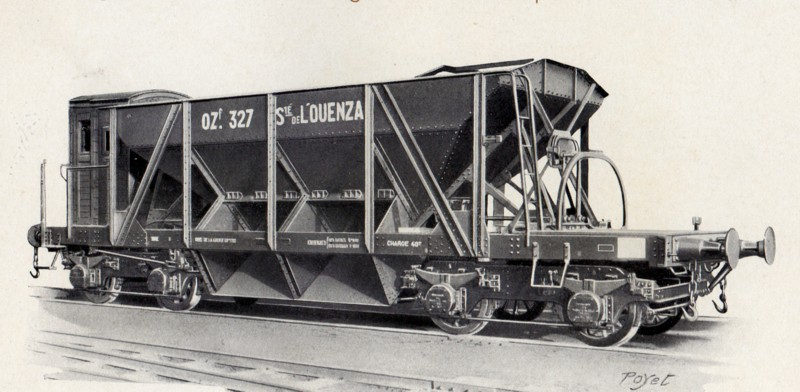
إحدى عربات الشركة الخام

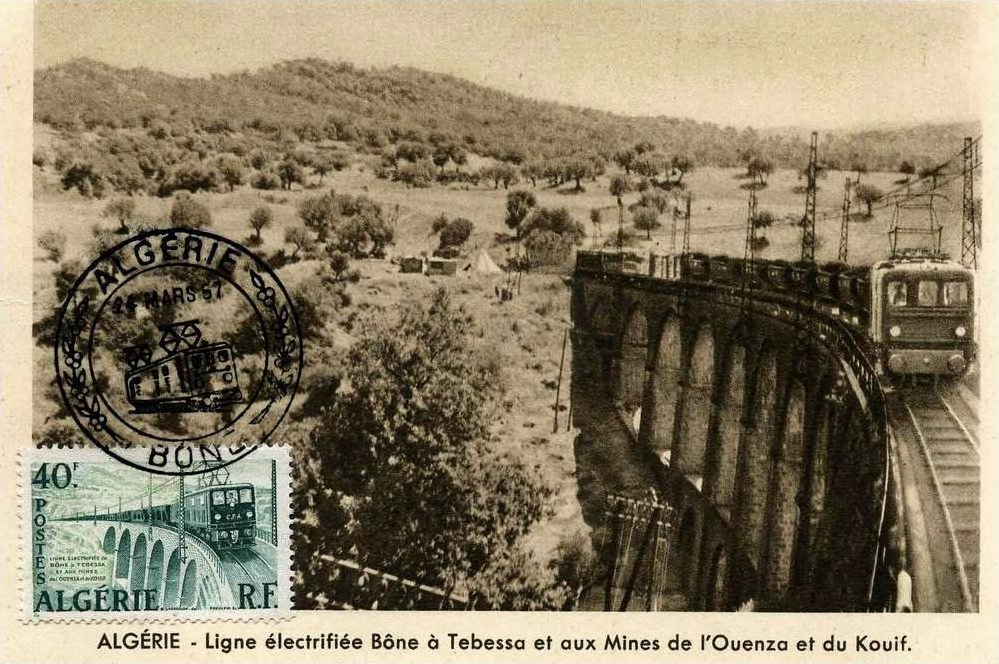
الخط المكهرب من بونة إلى الونزة